# Lieg

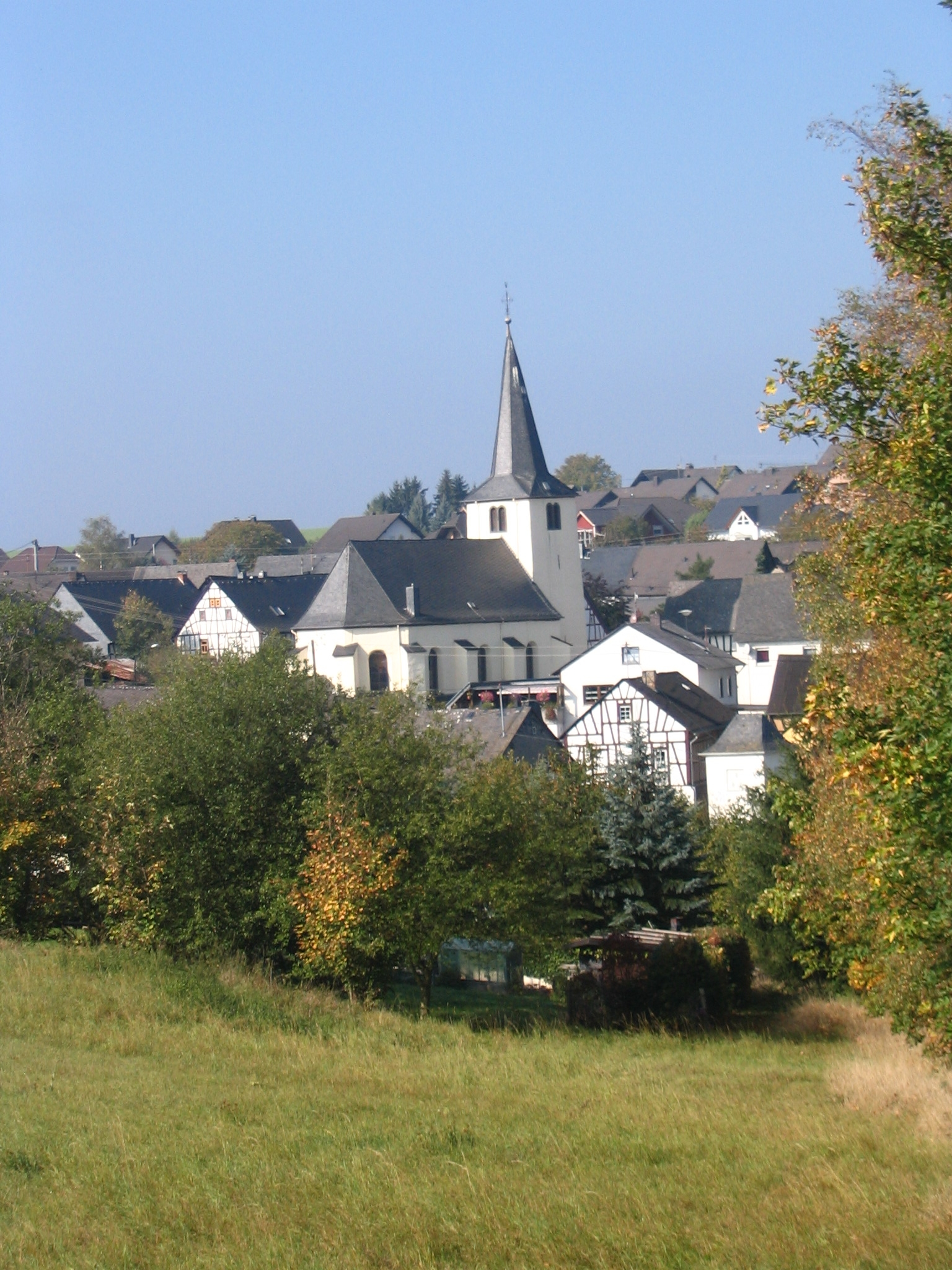
Lieg aus Richtung Südosten

Lieg ist eine Ortsgemeinde im Landkreis Cochem-Zell in Rheinland-Pfalz. Sie gehört der Verbandsgemeinde Cochem an.

## Geographie
Das Dorf liegt auf einem Höhenrücken zwischen den Tälern des Lützbachs und des Dünnbachs am nördlichen Rand des Hunsrücks, etwa acht Kilometer von der Mosel entfernt. Durch den Ort geht die Landstraße 108, die die Mosel (Treis-Karden) mit dem Vorderhunsrück (Kastellaun) verbindet. Zu Lieg gehört auch der Wohnplatz Haus Pfennig.

## Geschichte
Die Umgebung von Lieg ist schon seit der Jungsteinzeit bewohnt, wie Funde von Steinbeilen zeigen. Weitere Funde (Hügelgräber) aus der Eisenzeit (750–50 v. Chr.) bezeugen weitere Besiedlung, vermutlich durch den keltischen Stamm der Treverer. Etwa 50 v. Christus eroberten die Römer die Gegend. Auch aus dieser Zeit zeigen Funde auf eine kontinuierliche Besiedlung hin.
Eine Urkunde von 1106 erwähnt die Entführung einer jungen Nonne durch Ritter Embrico aus Mayschoß an der Ahr, um sie zu heiraten. Daraufhin enterbten die Eltern ihre Tochter, die nur den Hof in Lieg behalten durfte. Später gehörte Lieg zum sogenannten dreiherrischen Beltheimer Gericht. Seit 1366 teilten sich Kurtrier, Sponheim und Braunshorn-Winneburg die Herrschaft. Mit der Besetzung des linken Rheinufers 1794 durch französische Revolutionstruppen endete diese. 1815 wurde der Ort auf dem Wiener Kongress dem Königreich Preußen zugeordnet. Seit 1946 ist der Ort Teil des Landes Rheinland-Pfalz.
Bevölkerungsentwicklung
Die Entwicklung der Einwohnerzahl der Gemeinde Lieg, die Werte von 1871 bis 1987 beruhen auf Volkszählungen:
| Jahr | Einwohner |
| ---- | --------- |
| 1815 | 329       |
| 1835 | 469       |
| 1871 | 490       |
| 1905 | 547       |
| 1939 | 471       |
| 1950 | 478       |

| Jahr | Einwohner |
| ---- | --------- |
| 1961 | 408       |
| 1970 | 417       |
| 1987 | 403       |
| 1997 | 457       |
| 2005 | 437       |
| 2017 | 387       |

## Politik

### Gemeinderat
Der Gemeinderat in Lieg besteht aus acht Ratsmitgliedern, die bei der Kommunalwahl am 9. Juni 2024 in einer Mehrheitswahl gewählt wurden, und dem ehrenamtlichen Ortsbürgermeister als Vorsitzendem.

### Bürgermeister
Heinz Zilles wurde im Frühjahr 2016 Ortsbürgermeister von Lieg. Bei der Direktwahl am 26. Mai 2019 wurde er mit einem Stimmenanteil von 94,44 % und am 9. Juni 2024 als einziger Bewerber mit 88,1 % jeweils für weitere fünf Jahre in seinem Amt bestätigt.
Zilles Vorgänger waren seit 2014 Doris Schneider, die ihr Amt aus beruflichen Gründen Ende 2015 niederlegte, und zuvor seit 1989 Walter Lauxen.

### Wappen
| Wappen von Lieg | Blasonierung: „Schild geviert. Feld 1: in Grün eine silberne Urne mit drei goldenen Ähren, Feld 2: in Silber eine blaue Lilie, Feld 3: in Gold ein schwarzer Flügel, Feld 4: in Schwarz ein goldener Kelch.“ |
| Wappen von Lieg | Wappenbegründung: Die Urne bezieht sich auf Ausgrabungsfunde im Jahre 1910. Im Distrikt „Kriegwald“ wurde eine doppelhenklige Glasurne aus dem letzten Drittel des ersten Jahrhunderts n. Chr. freigelegt. Die Farbe Grün und die goldenen Ähren weisen auf die noch heute im Ort betriebene Landwirtschaft hin. Die blaue Lilie ist das Zeichen des Kollegiatstiftes Karden; eine frühe Zugehörigkeit ist schon vor dem Jahre 1475 nachgewiesen. Das Kloster Maria Engelport hatte von 1275 bis zur Versteigerung im Jahre 1813 einen Hof und große Ländereien in Lieg. Als Zeichen für das Kloster Maria Engelport wurde ein Flügel in das Wappen aufgenommen. Der Kelch ist das Attribut des hl. Goar, er ist als Schutz- und Kirchenpatron seit dem Jahre 1656 nachgewiesen. |

## Kultur und Sehenswürdigkeiten
- Die Wendelinus-Kapelle von 1908 zwischen Lieg und Lahr mit Reliquien des Heiligen Wendelin zieht am zweiten Sonntag im September Gläubige aus der näheren und weiteren Umgebung an.

Am 8. März 2008 gewann Lieg den Wettbewerb „SWR 4 Stadtmusikanten“. Mit 40 Prozent im TED haben sie die Konkurrenten aus Pantenburg (36 %) und Ediger-Eller (24 %) hinter sich gelassen und können sich jetzt „SWR 4 Stadtmusikanten“, die musikalischste Gemeinde in Rheinland-Pfalz, nennen. Der kleine Ort hat zwei Chöre, und die Hunsrückmusikanten haben etwa 30 aktive Musiker und bilden etwa 10 weitere aus.

## Tourismus
Der Hunsrück-Mosel-Radweg verläuft durch den Ort.

## Bildung
Die Kinder besuchen die Grundschule in Lieg. Weiterführende Schulen befinden sich in Treis-Karden, Cochem, Kastellaun und Münstermaifeld.